# Lime Rock Park
Der Lime Rock Park ist eine US-amerikanische Motorsport-Rennstrecke im Bundesstaat Connecticut, nahe dem Dorf Lime Rock. Die Strecke gehörte bis 2021 Skip Barber, dem ehemaligen Rennfahrer und Gründer der Skip Barber Racing School.

## Geschichte

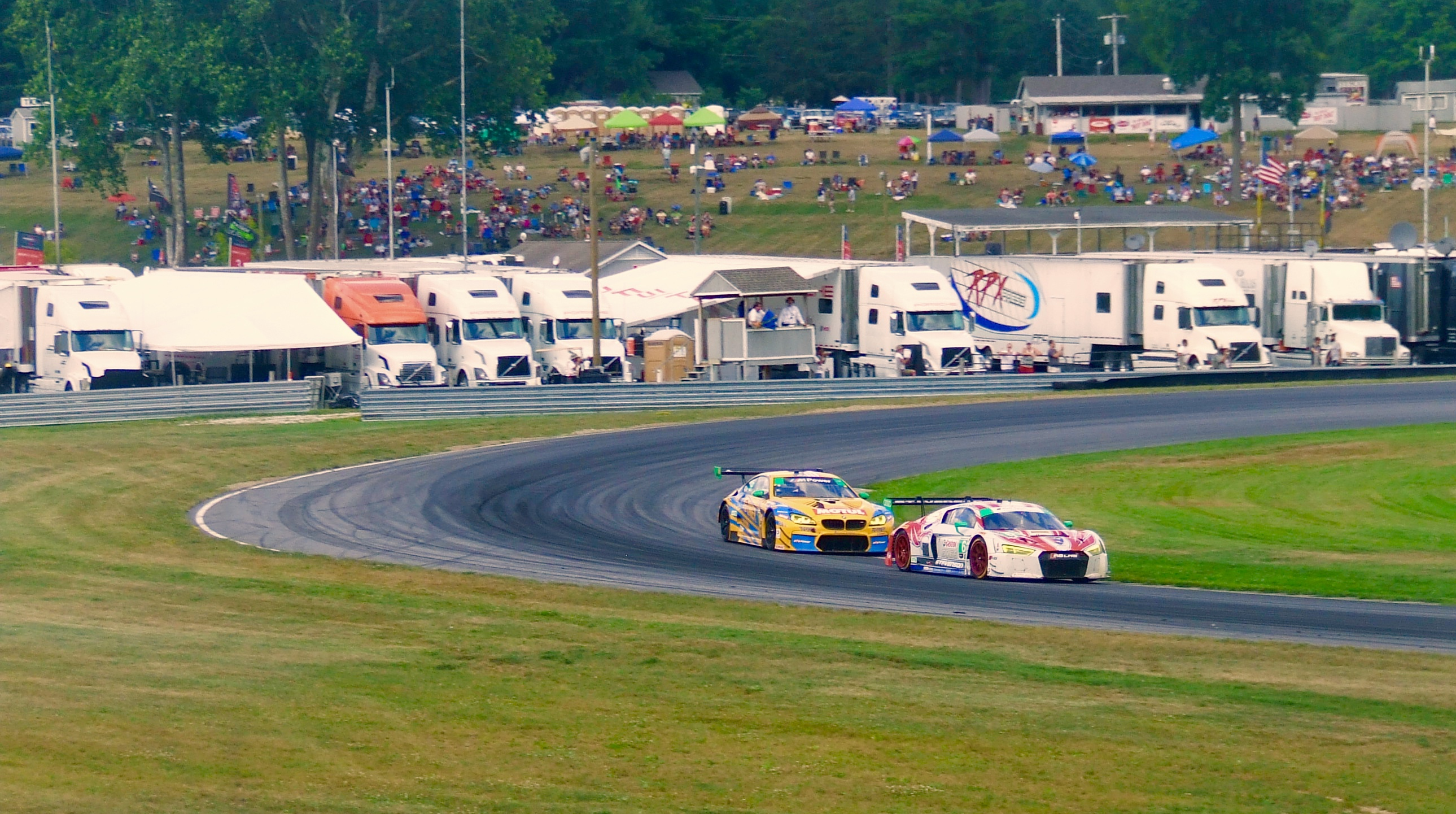
Sportwagenrennen im Lime Rock Park

Die Strecke wurde 1957 eröffnet und war damals die erste Strecke, welche unter wissenschaftlichen Gesichtspunkten sowie den Regeln der damaligen Highway-Sicherheit konstruiert wurde. Die Konstrukteure waren Jim Vaill, Sohn des Besitzers des Landes, auf dem die Strecke gebaut wurde, Rennfahrer John Fitch sowie das Cornell Aeronautical Labs. Die Strecke war seit der Eröffnung mit einer Länge von 1,53 Meilen angegeben, erst 2008 wurde dies auf 1,50 Meilen korrigiert. Lime Rock Park ist heute vor allem für Sportwagenrennen bekannt. Das heute als Northeast Grand Prix bekannte Event fand bereits 1958 im Rahmen der SCCA National Sports Car Championship statt und wurde seitdem über 20-mal ausgetragen.
2008 wurde die Strecke etwas umgestaltet um zum einen die Geschwindigkeiten etwas zu reduzieren und zum anderen bessere Überholmöglichkeiten zu schaffen. So wurden für die Kurvenkomplexe Up Hill und West Bend jeweils alternative Varianten hinzugefügt, so dass heute vier verschiedene Varianten gefahren werden können.
Zuletzt waren die American Le Mans Series, die Rolex Sports Car Series sowie die Trans-Am-Serie als überregionale Serien aktiv. Nach der Fusion der American Le Mans Series und der Rolex Sports Car Series zur United SportsCar Championship taucht die Strecke jedoch im Rennkalender zur Saison 2014 nicht mehr auf.

## Streckenführung
Eine Runde auf der nur 2,41 km (1,50 mi) langen, unter FIA Grade 2 homologierten Strecke beginnt auf der Sam Posey Straight, die 2013 nach dem in der Nähe von Lime Rock aufgewachsenen Rennfahrer benannt wurde. Diese sehr lange Start/Ziel-Gerade führt in die erste Kurve, die Big Bend. Es folgt der Abschnitt Esses, bestehend aus einer Links- und einer Rechtskurve, die auf eine kurze Gerade, genannt No Name Straight, führt. Der Komplex Uphill kann seit 2008 entweder als mittelschnelle Rechtskurve oder als etwas engere Schikane durchfahren werden. Beide Varianten gehen steil bergauf und führen auf die Back Straight. Es folgt erneut ein Komplex mit zwei verschiedenen Streckenvarianten. West Bend ist entweder eine schnelle Rechtskurve oder aber eine langsamere Doppel-Rechtskurve. Danach geht es auf einer kurzen Geraden stark bergab und durch die schnelle Rechtskurve The Downhill zurück auf die Start/Ziel-Gerade.